# Сапфір (серіал, 2023)
«Сапфір» (тур. Safir) — турецький телесеріал 2023 року в жанрі драми та створений компанією NTC Medya. У головних ролях — Ільхан Шен, Озге Ягиз, Бурак Беркай Акгюль. Перша серія вийшла в ефір 4 вересня 2023 року. Серіал має 1 сезон. Завершився 26-м епізодом, який вийшов у ефір 23 лютого 2023 року

## Сюжет
Сім'я Гюльсой багатий і могутній клан у Каппадокії. Глава сім'ї хоче відійти від справ та передати управління справами старшому синові Атешу. Проте батько має важливу умову — він має одружитися і створити свою сім'ю. У цей час доля зводить Атеша з Ферайє . Саме в той момент, коли вона вже втратила смак до життя, після зради коханої людини. Атеш повертає її до життя, одружується і приводить до себе додому. І тут починається найцікавіше — той, хто зрадив Ферай є рідний брат Атеша. Ферайє перебуває між двома вогнями.

## Актори та персонажі
| Актор                | Роль                 |
| -------------------- | -------------------- |
| Ільхан Шен           | Атеш Гюльсой         |
| Озге Ягиз            | Ферайє Їлмаз Гюльсой |
| Бурак Беркай Акгюль  | Яман Гюльсой         |
| Гізем Караджа        | Гюнеш                |
| Іпек Тузджуоглу      | Гюльфем Гюльсой      |
| Еркан Бекташ         | Вурал Бакірджиоглу   |
| Мюфіт Кайчан         | Омер Гюльсой         |
| Нур Язар             | Джеміле Їлмаз        |
| Джан Барту Аслан     | Окан Гюльсой         |
| Гізем Севім          | Алейна Гюльсой       |
| Мюнір Джан Джиндорук | Четін Їлмаз          |
| Сердар Борданаcі     | Мухсін Їлмаз         |
| Севда Баш            | Несрін Їлмаз         |
| Селін Ішик           | Баде Бакірджиоглу    |
| Ефе Ташделен         | Бора Бакірджиоглу    |
| Серкан Тастемур      | Бекір                |
| Алейна Чалішкан      | Дамла                |
| Ільда Озгурель       | Хазал                |
| Айчин Інджі          | Шермін               |
| Джан Ремзі Ерген     | Меліх                |

## Сезони
| Сезон | Епізоди | Епізоди | Оригінальний показ | Оригінальний показ | Оригінальний показ |
| Сезон | Епізоди | Епізоди | Перший показ       | Останній показ     | Мережа             |
| ----- | ------- | ------- | ------------------ | ------------------ | ------------------ |
| 1     | 26      | 26      | 4 вересня 2023     | 26 лютого 2024     | Kanal atv          |

## Рейтинги серій

### Сезон 1 (2023)
| Серія       | Рейтинг (TOTAL) | Рейтинг (AB) | Рейтинг (ABC1) |
| ----------- | --------------- | ------------ | -------------- |
| 1.          | 3.42            | 2.16         | 2.70           |
| 2.          | 3,95            | 2.47         | 3.12           |
| 3.          | 4.43            | 2.96         | 3.79           |
| 4.          | 4.40            | 2.96         | 3.78           |
| 5.          | 4.51            | 2.11         | 3.50           |
| 6.          | 4.67            | 2.82         | 4.18           |
| 7.          | 5.31            | 3.17         | 4.35           |
| 8.          | 4.73            | 2.71         | 3,85           |
| 9.          | 4.24            | 2.41         | 3.41           |
| 10.         | 3,85            | 1,96         | 3.25           |
| 11.         | 4.66            | 2.64         | 3.42           |
| 12.         | 3.76            | 1.73         | 2.82           |
| 13.         | 4,68            | 2,16         | 3,46           |
| 14.         | 4,51            | 1,81         | 3,96           |
| 15.         | 4,59            | 2,32         | 3,69           |
| 16.         | 3,68            | 1,73         | 2,74           |
| 17.         | 3,26            | 1,45         | 2,57           |
| 18.         | 4,42            | 2,18         | 3,31           |
| 19.         | 3,57            | 1,63         | 3,10           |
| 20.         | 4,08            | 1,93         | 2,80           |
| 21.         | 3,01            | 1,42         | 2.08           |
| 22.         | 2,56            | 1,18         | 1,91           |
| 23.         | 2,74            | 0,91         | 1,57           |
| 24.         | 2,88            | 0,88         | 2,14           |
| 25.         | 2,67            | 1,38         | 1,98           |
| 26. (фінал) | 2,36            | 0,71         | 1,56           |

## Нагороди
| Рік  | Премія                       | Категорія          | Номінант            | Результат |
| ---- | ---------------------------- | ------------------ | ------------------- | --------- |
| 2023 | 49. Премія «Золотий метелик» | Найкращий серіал   | Сапфір              | Номінація |
| 2023 | 49. Премія «Золотий метелик» | Найкращий актор    | Бурак Беркай Акгюль | Номінація |
| 2023 | 49. Премія «Золотий метелик» | Кращий режисер     | Семіх Багджи        | Номінація |
| 2023 | 49. Премія «Золотий метелик» | Найкращий сценарій | Бурджу Овер         | Номінація |